# Xã Elm Creek, Quận Marshall, Kansas
Xã Elm Creek (tiếng Anh: Elm Creek Township) là một xã thuộc quận Marshall, tiểu bang Kansas, Hoa Kỳ. Năm 2010, dân số của xã này là 180 người.